# Lincomicină
Lincomicina este un antibiotic din clasa lincosamidelor care a fost utilizat în tratamentul unor infecții bacteriene stafilococice și streptococice. Este un compus natural, fiind produs de actinomiceta Streptomyces lincolnensis.
Lincomicina a fost aprobată pentru uz medical în septembrie 1964. Datorită toxicității sale ridicate, este utilizată rar în prezent și doar în cazuri speciale. Totuși, se poate utiliza ca alternativă clindamicina, un derivat clorurat al lincomicinei care se obține în urma reacției cu clorura de tionil.